# Contea di Williamson (Illinois)
La contea di Williamson (in inglese Williamson County) è una contea dello Stato dell'Illinois, negli Stati Uniti. La popolazione al censimento del 2000 era di 61 296 abitanti. Il capoluogo di contea è Marion.